# (34508) 2000 SU174
2000 SU174 (asteroide 34508) é um asteroide da cintura principal. Possui uma excentricidade de 0.15992310 e uma inclinação de 10.67208º.
Este asteroide foi descoberto no dia 28 de setembro de 2000 por LINEAR em Socorro.